# Michael Keane
Michael Vincent Keane (Stockport, Inglaterra, Reino Unido, 11 de enero de 1993) es un futbolista inglés. Juega como defensa y su equipo actual es el Everton F. C. de la Premier League.
Su hermano gemelo, Will, también es futbolista.

## Trayectoria

### Manchester United
Keane se formó en la cantera del United junto a su hermano Will. Firmó contrato profesional con el Manchester United a los 18 años, el 11 de enero de 2011, y realizó su debut en la Copa de la Liga el 25 de octubre de 2011, viniendo desde el banquillo en el minuto 70 en la victoria del United sobre Aldershot Town por la cuarta ronda. El 28 de enero de 2012 fue nombrado de nuevo para ir al banquillo, esta vez contra su acérrimo rival el Liverpool en la FA Cup. Sin embargo, él estuvo en el banquillo y el partido terminó 2-1 a favor del Liverpool.
Keane ganó el premio a la Denzil Haroun Reserve Player of the Year (Jugador Reserva del Año) en 2012, era el claro ganador con el 60% de los votos, superando a Jesse Lingard (24%) y Larnell Cole (16%) . Hizo 27 apariciones en todas las competiciones con el equipo de la reserva en la temporada 2011-12, en la que anotó cinco goles. El equipo de la reserva ganó la Reserve League North y la final de los play-off nacional de la temporada. Keane dijo a MUTV: "Me sorprendió, pero estoy muy contento de ganar el premio. Es muy bueno saber que he sido votado por los aficionados, ya que vienen a vernos y nos sigue durante toda la temporada".
El 24 de agosto de 2014 debutó en Premier League en un empate a domicilio ante el Sunderland. Keane sustituyó al lesionado Smalling en el minuto 43.

#### Leicester City (Cesión)
El 6 de noviembre de 2012, Keane junto a su compañero de equipo Jesse Lingard se unió al  Leicester City en calidad de préstamo hasta el 3 de diciembre de 2012. Este fue ampliado posteriormente al 2 de enero de 2013. Keane hizo su debut con el Leicester City el 6 de noviembre de 2012, en un 0-0 contra el Bolton Wanderers. El 4 de enero de 2013, Keane extendió su estancia en Leicester hasta finales de enero y el United le dio el permiso de jugar la FA Cup para Leicester. El 24 de enero de 2013, Keane extendió su estancia en Leicester hasta el final de la temporada. El 12 de febrero, Keane anotó su primer gol de alto nivel, en una derrota por 2-1 ante el  Huddersfield Town en la cuarta ronda de la FA Cup. El 5 de marzo, marcó de cabeza en el minuto 90 contra el  Leeds United para salvar un punto al Leicester en el empate 1-1.

#### Derby County (Cesión)
El 28 de noviembre de 2013, después de recibir las ofertas de los equipos  Charlton Athletic,  Derby County,  Middlesbrough y  Millwall, Keane optó por unirse a Derby County en calidad de préstamo hasta el 2 de enero de 2014. Hizo su debut con el Derby, el 7 de diciembre de 2013, entraría en el minuto 73 en la victoria por 5-1 contra el Blackpool. El 30 de enero de 2014 regresó al Manchester United.

#### Blackburn Rovers (Cesión)
El 7 de marzo de 2014, Keane se unió al Blackburn Rovers en calidad de préstamo por el resto de la temporada 2013-14. Hizo su debut con el club el 9 de marzo, jugando los 90 minutos en la derrota por 2-1 en casa ante el Burnley.

### Burnley
El 2 de septiembre de 2014 fue cedido al Burnley hasta el mes de enero. Sin embargo, en enero el jugador firmó un contrato de tres temporadas y media con el club tras haber abonado dos millones por el jugador. Allí se consolidó como titular indiscutible. A pesar de sufrir el descenso en los primeros meses, permaneció en el equipo para la siguiente campaña. Fue elegido en el equipo ideal de la temporada y logró el ascenso a Premier League. En la siguiente temporada mantuvo su estatus al disputar 35 encuentros como titular.

### Everton
El 3 de julio de 2017 fichó por el Everton, que abonó 30 millones de libras. El 25 de agosto de 2018 sufrió una fractura de cráneo que le tuvo un mes de baja en el partido ante el Bournemouth, donde el propio Keane marcó uno de los goles.

## Selección nacional
Keane inició su carrera internacional en las categorías inferiores (sub-17 y sub-19) de la República de Irlanda. En 2012 cambió de selección al incorporarse a la sub-19 de Inglaterra. En 2013 hizo su debut con la selección sub-21 inglesa.
El 22 de marzo de 2017 debutó con la selección inglesa en un amistoso ante Alemania.

## Estadísticas

### Clubes
Actualizado al último partido disputado el 10 de mayo de 2025.
| Club                               | Div.          | Temporada     | Liga  | Liga  | Copas nacionales | Copas nacionales | Copas internacionales | Copas internacionales | Total | Total |
| Club                               | Div.          | Temporada     | Part. | Goles | Part.            | Goles            | Part.                 | Goles                 | Part. | Goles |
| ---------------------------------- | ------------- | ------------- | ----- | ----- | ---------------- | ---------------- | --------------------- | --------------------- | ----- | ----- |
| Manchester United F. C. Inglaterra | 1.ª           | 2011-12       | 0     | 0     | 1                | 0                | 0                     | 0                     | 1     | 0     |
| Manchester United F. C. Inglaterra | 1.ª           | 2012-13       | 0     | 0     | 2                | 0                | 0                     | 0                     | 2     | 0     |
| Manchester United F. C. Inglaterra | 1.ª           | 2013-14       | 0     | 0     | 0                | 0                | 0                     | 0                     | 0     | 0     |
| Manchester United F. C. Inglaterra | 1.ª           | 2014-15       | 1     | 0     | 1                | 0                | 0                     | 0                     | 2     | 0     |
| Manchester United F. C. Inglaterra | Total club    | Total club    | 1     | 0     | 4                | 0                | 0                     | 0                     | 5     | 0     |
| Leicester City F. C. Inglaterra    | 2.ª           | 2012-13       | 24    | 2     | 3                | 1                | —                     | —                     | 27    | 3     |
| Leicester City F. C. Inglaterra    | Total club    | Total club    | 24    | 2     | 3                | 1                | 0                     | 0                     | 27    | 3     |
| Derby County F. C. Inglaterra      | 2.ª           | 2013-14       | 7     | 0     | 1                | 0                | —                     | —                     | 8     | 0     |
| Derby County F. C. Inglaterra      | Total club    | Total club    | 7     | 0     | 1                | 0                | 0                     | 0                     | 8     | 0     |
| Blackburn Rovers F. C. Inglaterra  | 2.ª           | 2013-14       | 13    | 3     | 0                | 0                | —                     | —                     | 13    | 3     |
| Blackburn Rovers F. C. Inglaterra  | Total club    | Total club    | 13    | 3     | 0                | 0                | 0                     | 0                     | 13    | 3     |
| Burnley F. C. Inglaterra           | 1.ª           | 2014-15       | 21    | 0     | 2                | 0                | —                     | —                     | 23    | 0     |
| Burnley F. C. Inglaterra           | 2.ª           | 2015-16       | 44    | 5     | 2                | 0                | —                     | —                     | 46    | 5     |
| Burnley F. C. Inglaterra           | 1.ª           | 2016-17       | 35    | 2     | 4                | 0                | —                     | —                     | 39    | 2     |
| Burnley F. C. Inglaterra           | Total club    | Total club    | 100   | 7     | 8                | 0                | 0                     | 0                     | 108   | 7     |
| Everton F. C. Inglaterra           | 1.ª           | 2017-18       | 30    | 0     | 1                | 0                | 7                     | 1                     | 38    | 1     |
| Everton F. C. Inglaterra           | 1.ª           | 2018-19       | 33    | 1     | 2                | 0                | —                     | —                     | 35    | 1     |
| Everton F. C. Inglaterra           | 1.ª           | 2019-20       | 31    | 2     | 3                | 0                | —                     | —                     | 34    | 2     |
| Everton F. C. Inglaterra           | 1.ª           | 2020-21       | 35    | 3     | 6                | 1                | —                     | —                     | 41    | 4     |
| Everton F. C. Inglaterra           | 1.ª           | 2021-22       | 32    | 3     | 6                | 0                | —                     | —                     | 38    | 3     |
| Everton F. C. Inglaterra           | 1.ª           | 2022-23       | 12    | 1     | 2                | 0                | —                     | —                     | 14    | 1     |
| Everton F. C. Inglaterra           | 1.ª           | 2023-24       | 9     | 1     | 3                | 0                | ―                     | ―                     | 12    | 1     |
| Everton F. C. Inglaterra           | 1.ª           | 2024-25       | 12    | 3     | 4                | 0                | —                     | —                     | 16    | 3     |
| Everton F. C. Inglaterra           | Total club    | Total club    | 194   | 14    | 25               | 1                | 9                     | 1                     | 228   | 16    |
| Total carrera                      | Total carrera | Total carrera | 339   | 26    | 43               | 2                | 7                     | 1                     | 389   | 29    |